# ناحیه باگرهات
ناحیهٔ باگرهات (به لاتین: Bagerhat District) یک ناحیه در بنگلادش است که در استان کولنا واقع شده‌است.

## خصوصیات
ناحیهٔ باگرهات ۳٬۹۵۹٫۱۱ کیلومترمربع مساحت و ۱٬۴۷۶٬۰۹۰ نفر جمعیت دارد و ۲ متر بالاتر از سطح دریا واقع شده‌است.